# Aktiebolag
AB (швед. Aktiebolag) — шведское акционерное общество, организационно-правовая форма, соответствующая российским акционерным обществам и обществам с ограниченной ответственностью.
По законодательству Швеции возможны два типа акционерного общества: частное (закрытое) и публичное (открытое).
Публичное акционерное общество (publikt aktiebolag) юридически обозначается как AB (publ) (Abp в Финляндии) и должно иметь акционерный капитал от 500 000 шведских крон, и акции могут быть предложены широкой общественности на рынке ценных бумаг. Суффикс (publ) иногда опускается в неофициальных текстах, но, согласно шведскому управлению по делам регистраций предприятий и организаций Bolagsverket, «в уставе компании и прочих документах название акционерного общества должно быть упомянуто с суффиксом (publ)», если только из названия фирмы и так не понятно, что компания является открытым акционерным обществом.
У частного акционерного общества (privat aktiebolag) минимальный акционерный капитал составляет 50 000 шведских крон. Частное акционерное общество не может содержать слово publikt (публичное) в названии.
Аббревиатура AB встречается в названии таких компаний как IFS AB, MySQL AB, Mojang AB, Scania и Saab AB.
В Швеции аббревиатура пишется двумя заглавными буквами (AB), а в Финляндии пишется заглавная A и строчная b (Ab).